# AFL - Division I 2014
La AFL Division I 2014 è stata la 29ª edizione del campionato di football americano di secondo livello, organizzato dalla AFBÖ.

## Squadre partecipanti
| Club                  | Città                    | Stadio | Sponsor ufficiale      | Risultato nella stagione 2013 |
| --------------------- | ------------------------ | ------ | ---------------------- | ----------------------------- |
| Carinthian Lions      | Klagenfurt am Wörthersee |        |                        |                               |
| Cineplexx Blue Devils | Hohenems                 |        |                        |                               |
| Sankt Pölten Invaders | Sankt Pölten             |        | Assicurazioni Generali |                               |
| Tirol Raiders JV      | Innsbruck                |        | Swarco                 |                               |
| Vienna Knights        | Vienna                   |        |                        |                               |
| Vienna Vikings 2      | Vienna                   |        | Dacia                  |                               |

## Stagione regolare

### Calendario

#### 1ª giornata
| Vienna 29 marzo 2014, ore 18:00 | Vienna Knights | 30 – 7 (9-0 0-7 6-0 15-0) | Sankt Pölten Invaders | Sportzentrum Ravelin |

| Hohenems 30 marzo 2014, ore 14:00 | Cineplexx Blue Devils | 6 – 25 (0-7 0-6 0-6 6-6) | Carinthian Lions | Stadion Herrenried (450 spett.) |

| Vienna 30 marzo 2014, ore 14:00 | Vienna Vikings 2 | 48 – 0 (12-0 22-0 7-0 7-0) | Tirol Raiders JV | Sportzentrum Ravelin (400 spett.) |

#### 2ª giornata
| Klagenfurt am Wörthersee 5 aprile 2014, ore 16:00 | Carinthian Lions | 22 – 8 (10-0 6-0 0-0 6-8) | Vienna Knights | ASK-Sportanlage Fischl (300 spett.) |

| Sankt Pölten 5 aprile 2014, ore 16:00 | Sankt Pölten Invaders | 0 – 24 (0-0 0-14 0-3 0-7) | Vienna Vikings 2 | Egger Homefield (550 spett.) |

| Imst 6 aprile 2014, ore 14:00 | Tirol Raiders JV | 38 – 7 (14-0 10-0 14-0 0-7) | Cineplexx Blue Devils | Gurgltalstadion (400 spett.) |

#### 3ª giornata
| Sankt Pölten 19 aprile 2014, ore 16:00 | Sankt Pölten Invaders | 12 – 15 (6-0 6-9 0-6 0-0) | Vienna Knights | Egger Homefield |

| Klagenfurt am Wörthersee 19 aprile 2014, ore 17:00 | Carinthian Lions | 31 – 24 (7-7 10-37-7 7-7) | Tirol Raiders JV | ASK-Sportanlage Fischl (250 spett.) |

| Vienna 19 aprile 2014, ore 18:00 | Vienna Vikings 2 | 47 – 21 (0-7 14-7 27-0 6-7) | Cineplexx Blue Devils | Sportzentrum Ravelin (100 spett.) |

#### 4ª giornata
| Zirl 27 aprile 2014, ore 14:00 | Tirol Raiders JV | 33 – 8 (10-0 0-0 13-0 10-8) | Sankt Pölten Invaders | Sportplatz (200 spett.) |

| Hohenems 27 aprile 2014, ore 14:00 | Cineplexx Blue Devils | 14 – 26 (7-0 0-7 7-0 0-19) | Vienna Vikings 2 | Stadion Herrenried (100 spett.) |

| Vienna 27 aprile 2014, ore 15:00 | Vienna Knights | 42 – 0 (20-0 15-0 0-0 7-0) | Carinthian Lions | Sportzentrum Ravelin |

#### 5ª giornata
| Klagenfurt am Wörthersee 10 maggio 2014, ore 17:00 | Carinthian Lions | 44 – 34 (7-14 14-7 10-0 13-13) | Cineplexx Blue Devils | ASK-Sportanlage Fischl (300 spett.) |

| Vienna 10 maggio 2014, ore 18:00 | Vienna Vikings 2 | 40 – 0 (7-0 21-0 12-0 0-0) | Sankt Pölten Invaders | Sportzentrum Ravelin |

| Innsbruck 11 maggio 2014, ore 14:00 | Tirol Raiders JV | 3 – 31 (0-7 3-17 0-0 0-7) | Vienna Knights | Tivoli-Neu Stadion |

#### 6ª giornata
| Hohenems 18 maggio 2014, ore 14:00 | Cineplexx Blue Devils | 13 – 29 (0-0 13-13 0-6 0-10) | Tirol Raiders JV | Stadion Herrenried (350 spett.) |

| Vienna 18 maggio 2014, ore 18:00 | Vienna Knights | 12 – 14 (6-0 0-7 0-7 6-0) | Vienna Vikings 2 | Sportzentrum Ravelin (450 spett.) |

#### Recuperi 1
| Sankt Pölten 14 giugno 2014, ore 16:00 | Sankt Pölten Invaders | 20 – 28 (0-7 12-0 0-0 8-21) | Carinthian Lions | Egger Homefield |

#### 7ª giornata
| Sankt Pölten 21 giugno 2014, ore 16:00 | Sankt Pölten Invaders | 16 – 0 (10-0 6-0 0-0 0-0) | Tirol Raiders JV | Egger Homefield |

| Klagenfurt am Wörthersee 21 giugno 2014, ore 18:00 | Carinthian Lions | 12 – 13 (0-0 0-3 6-7 6-3) | Vienna Vikings 2 | ASK-Sportanlage Fischl (310 spett.) |

| Vienna 22 giugno 2014, ore 12:00 | Vienna Knights | 25 – 0 (3-0 3-0 13-0 6-0) | Cineplexx Blue Devils | Sportzentrum Ravelin |

#### 8ª giornata
| Vienna 28 giugno 2014, ore 18:00 | Vienna Vikings 2 | 24 – 15 (0-0 10-7 7-0 7-8) | Vienna Knights | Sportzentrum Ravelin |

| Lienz 29 giugno 2014, ore 14:00 | Tirol Raiders JV | 14 – 30 (7-15 0-6 0-2 7-7) | Carinthian Lions | Dolomitenstadion (270 spett.) |

| Hohenems 29 giugno 2014, ore 14:00 | Cineplexx Blue Devils | 14 – 0 (0-0 6-0 0-0 8-0) | Sankt Pölten Invaders | Stadion Herrenried (523 spett.) |

### Classifica
La classifica della regular season è la seguente:
- PCT = percentuale di vittorie, G = partite giocate, V = partite vinte,  P = partite perse, PF = punti fatti, PS = punti subiti

| Pos. | Squadra               | PCT   | G | V | N | P | PF  | PS  |
| ---- | --------------------- | ----- | - | - | - | - | --- | --- |
| 1    | Vienna Vikings 2      | 1.000 | 8 | 8 | 0 | 0 | 236 | 74  |
| 2    | Carinthian Lions      | .750  | 8 | 6 | 0 | 2 | 192 | 162 |
| 3    | Vienna Knights        | .625  | 8 | 5 | 0 | 3 | 178 | 82  |
| 4    | Tirol Raiders JV      | .375  | 8 | 3 | 0 | 5 | 141 | 184 |
| 5    | Cineplexx Blue Devils | .125  | 8 | 1 | 0 | 7 | 109 | 234 |
| 6    | Sankt Pölten Invaders | .125  | 8 | 1 | 0 | 7 | 64  | 184 |

## Playoff

### Tabellone
|  | Semifinali | Semifinali       | Semifinali |                  |    | XVII Silver Bowl | XVII Silver Bowl | XVII Silver Bowl |  |
|  |            |                  |            |                  |    |                  |                  |                  |  |
|  | 1          | Vienna Vikings 2 | 43         |                  |    |                  |                  |                  |  |
|  | 1          | Vienna Vikings 2 | 43         |                  |    |                  |                  |                  |  |
|  | 4          | Tirol Raiders JV | 14         |                  |    |                  |                  |                  |  |
|  | 4          | Tirol Raiders JV | 14         |                  | 1  | Vienna Vikings 2 | 49               |                  |  |
|  |            |                  |            |                  | 1  | Vienna Vikings 2 | 49               |                  |  |
|  |            |                  | 2          | Carinthian Lions | 20 |                  |                  |                  |  |
|  | 2          | Carinthian Lions | 2          | Carinthian Lions | 20 | 39               |                  |                  |  |
|  | 2          | Carinthian Lions |            |                  |    |                  |                  |                  |  |
|  | 3          | Vienna Knights   | 36         |                  |    |                  |                  |                  |  |

### Semifinali
| Vienna 20 luglio 2014, ore 14:00 | Vienna Vikings 2 | 43 – 14 (10-7 9-0 14-0 10-7) | Tirol Raiders JV | Sportzentrum Ravelin |

| Klagenfurt am Wörthersee 20 luglio 2014, ore 16:00 | Carinthian Lions | 39 – 36 (14-7 19-7 6-7 0-15) | Vienna Knights | ASK-Sportanlage Fischl (320 spett.) |

### XVII Silver Bowl
| Sankt Pölten 26 luglio 2014, ore 15:00 | Vienna Vikings 2 | 49 – 20 (6-7 22-7 14-6 7-0) | Carinthian Lions | NV Arena (1150 spett.) |

## Verdetti
- Vienna Vikings 2 Vincitori dell'AFL Division I 2014